# Prepona escalantiana
Prepona escalantiana is een vlinder uit de familie van de Nymphalidae. De wetenschappelijke naam van de soort is voor het eerst geldig gepubliceerd in 1973 door Descimon et al..